# Swiss Indoors 2022
Lo Swiss Indoors 2022 è stato un torneo di tennis giocato su campi in cemento al coperto. È stata la 51ª edizione dell'evento, appartenente alla serie ATP Tour 500 nell'ambito dell'ATP Tour 2022. Gli incontri si sono giocati alla St. Jakobshalle di Basilea, in Svizzera, dal 24 al 30 ottobre 2022.
È stato il primo evento dal 2019, con le edizioni del 2020 e del 2021 annullate a causa delle restrizioni dovute alla pandemia di COVID-19.

## Partecipanti

### Teste di serie
| Nazionalità | Giocatore             | Ranking* | Testa di serie |
| ----------- | --------------------- | -------- | -------------- |
| Spagna      | Carlos Alcaraz        | 1        | 1              |
| Norvegia    | Casper Ruud           | 3        | 2              |
| Canada      | Félix Auger-Aliassime | 10       | 3              |
| Croazia     | Marin Čilić           | 13       | 4              |
| Spagna      | Pablo Carreño Busta   | 15       | 5              |
| Spagna      | Roberto Bautista Agut | 22       | 6              |
| Australia   | Alex de Minaur        | 23       | 7              |
| Italia      | Lorenzo Musetti       | 24       | 8              |

* Ranking al 17 ottobre 2022.

### Altri partecipanti
I seguenti giocatori hanno ricevuto una wild card per il tabellone principale:
- Marc-Andrea Hüsler
- Dominic Stricker
- David Goffin

Il seguente giocatore è entrato in tabellone usando il ranking protetto:
- Stan Wawrinka

Il seguente giocatore è entrato in tabellone come special exempt:
- Mackenzie McDonald

I seguenti giocatori sono passati dalle qualificazioni:

- Ugo Humbert
- Arthur Rinderknech
- Roman Safiullin
- Laslo Đere

Il seguente giocatore è entrato in tabellone come lucky loser:
- Aslan Karacev

### Ritiri
- Nick Kyrgios → sostituito da  Jack Draper
- Sebastian Korda → sostituito da  Aslan Karacev

## Partecipanti al doppio

### Teste di serie
| Nazione     | Giocatore         | Nazione       | Giovatore         | Ranking* | Testa di serie |
| ----------- | ----------------- | ------------- | ----------------- | -------- | -------------- |
| El Salvador | Marcelo Arévalo   | Paesi Bassi   | Jean-Julien Rojer | 11       | 1              |
| Germania    | Tim Pütz          | Nuova Zelanda | Michael Venus     | 19       | 2              |
| Spagna      | Marcel Granollers | Argentina     | Horacio Zeballos  | 23       | 3              |
| Regno Unito | Lloyd Glasspool   | Finlandia     | Harri Heliövaara  | 33       | 4              |

* Ranking aggiornato al 17 ottobre 2022.

### Altri partecipanti
Le seguenti coppie di giocatori hanno ricevuto una wildcard per il tabellone principale:
- Marc-Andrea Hüsler /  Dominic Stricker
- Jérôme Kym /  Leandro Riedi

La seguente coppia di giocatori è passata dalle qualificazioni:
- Andrej Golubev /  Oleksandr Nedovjesov

La seguente coppia di giocatori è entrata in tabellone come lucky loser:
- Nathaniel Lammons /  Jackson Withrow

### Ritiri
- Nick Kyrgios /  Pedro Martínez → sostituiti da  Nathaniel Lammons /  Jackson Withrow

## Campioni

### Singolare
Félix Auger-Aliassime ha sconfitto in finale  Holger Rune con il punteggio di 6-3, 7-5.
• È il quarto titolo in carriera e in stagione per Auger-Aliassime.

### Doppio
Ivan Dodig /  Austin Krajicek hanno sconfitto in finale  Nicolas Mahut /  Édouard Roger-Vasselin con il punteggio di 6-4, 7–6(5).